# 美浦村
美浦村（日语：／ Miho mura */?）是茨城縣稻敷郡，面向霞浦的一村。

## 地理
- 山:
- 河川:清明川
- 湖沼:霞浦（霞ヶ浦）

### 隣接的自治區
- 稻敷市
- 稻敷郡阿見町

## 历史
- 繩文時代：有陸平貝塚遺跡。
- 1955年:木原村、安中村、舟島村的一部份合併，美浦村誕生。
- 1978年4月10日 JRA在美浦訓練中心（トレーニングセンター）開幕。